# كأس ملك إسبانيا 2022–23
كأس ملك إسبانيا 2022–23 هو الموسم الـ21 بعد المائة من بطولة كأس ملك إسبانيا. سيضمن الفائز بالبطولة مكانًا في دور المجموعات للدوري الأوروبي 2023–24. وسيتأهل كل من الفائز والوصيف إلى كأس السوبر الإسباني 2023–24 الذي يضم أربعة فرق.
كان ريال بيتيس هو حامل اللقب بعد تغلبه على فالنسيا في نهائي النسخة الماضية. لكنه أُقصي في دور الـ16 من قبل أوساسونا.